# Jakub Heilmann ze Schweinfurtu

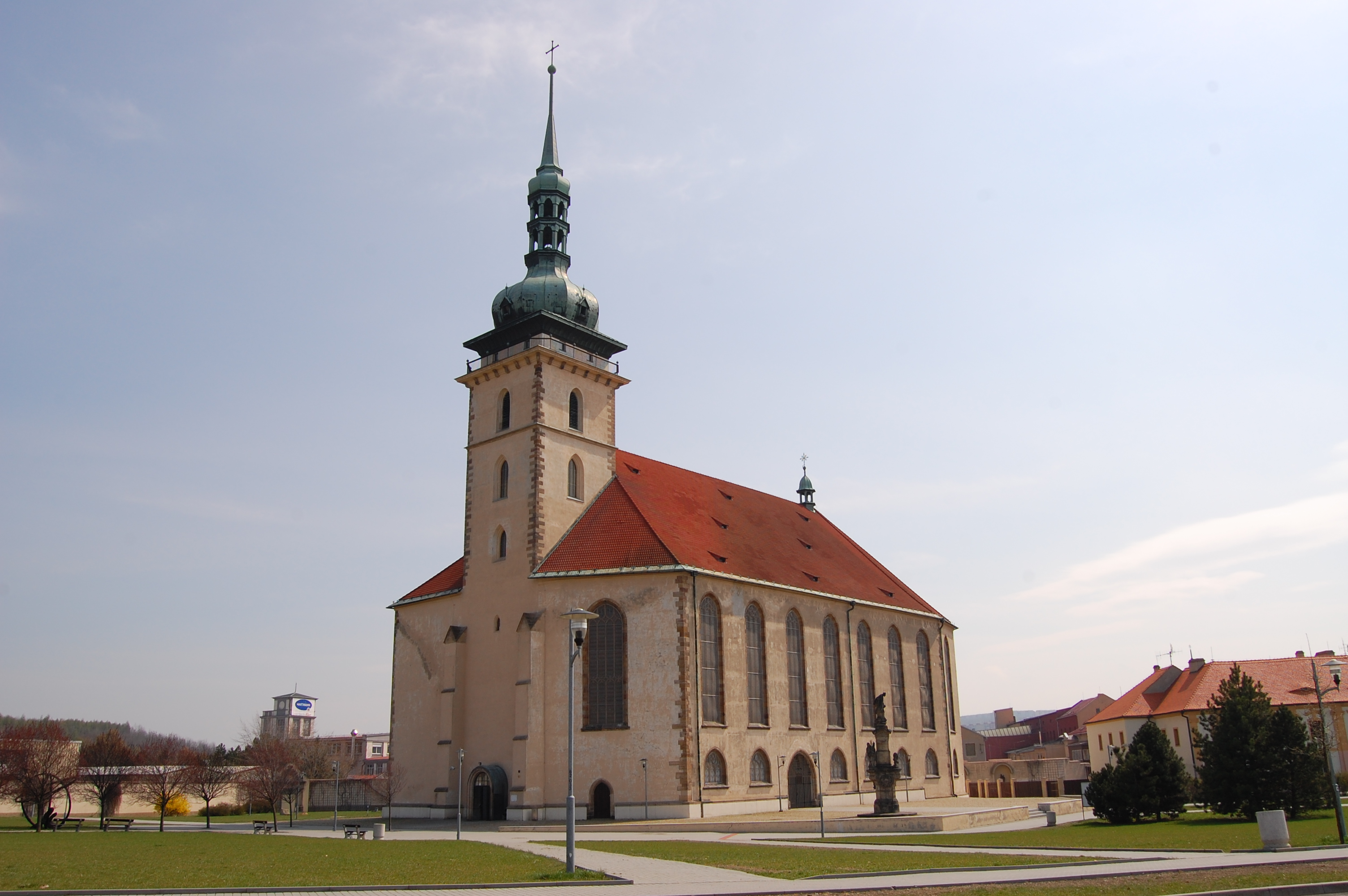
Kostel Nanebevzetí Panny Marie v Mostě

Jakub Heilmann ze Schweinfurtu (okolo 1475 ve Schweinfurtu – kolem 3. července 1526 asi v Annabergu) byl kameník a stavitel v Čechách a v Sasku.

## Život
Byl učněm Benedikta Rejta, spolu s ním dovršil vývoj pozdně gotických kroužených kleneb, jež zaváděl v Čechách a v Sasku. Roku 1515 je doložen, že působil v Annabergu, kde se ujal řízení hutě při stavbě kostela sv. Anny. Roku 1517 položil osobně základní kámen ke kostelu Nanebevzetí Panny Marie v Mostě. Třetí jeho prací byla dostavba kaple v Míšni; obě stavby jsou příkladem pozdně gotického stavitelství v Česku a Sasku. Také navrhl budovu tržnice ve Zwickau.

## Galerie

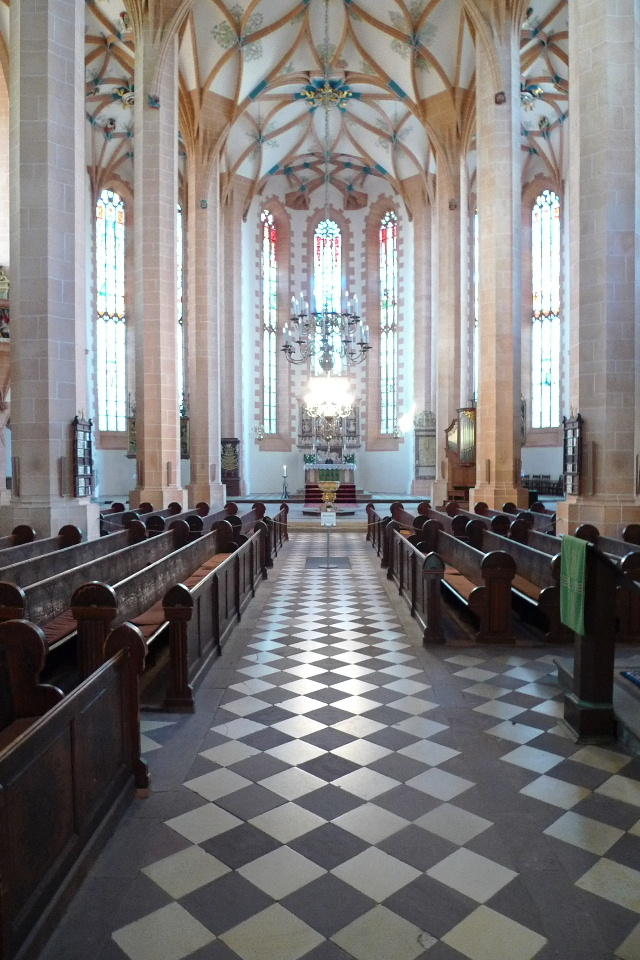
Interiér kostela v Annabergu
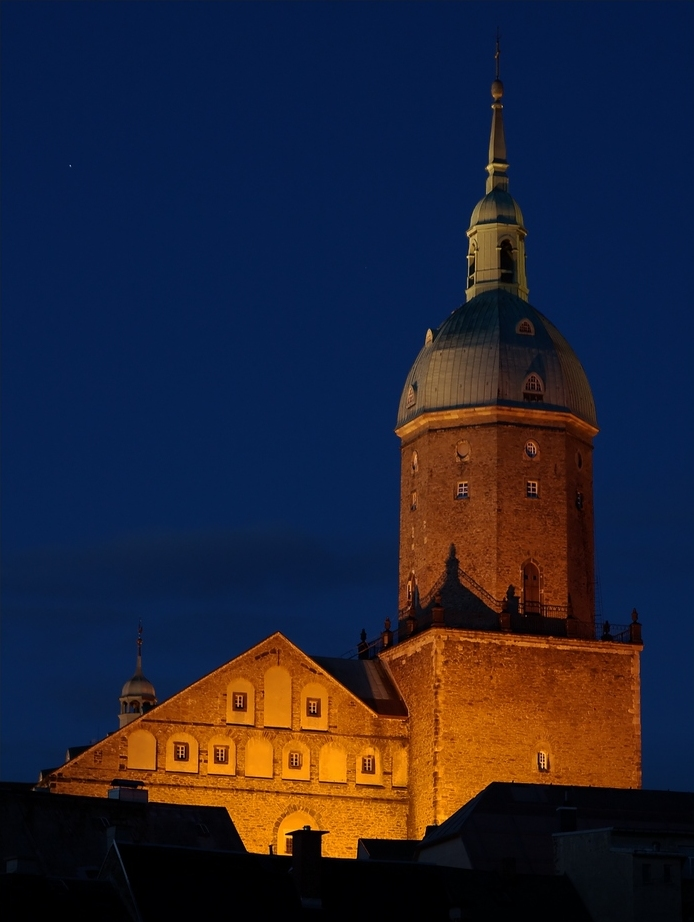
Věž kostela v Annabergu
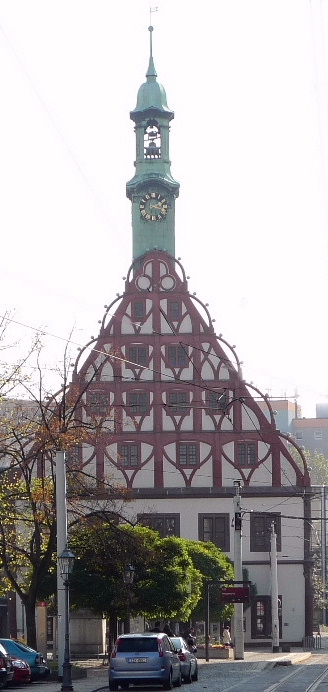
Stará radnice ve Zwickau
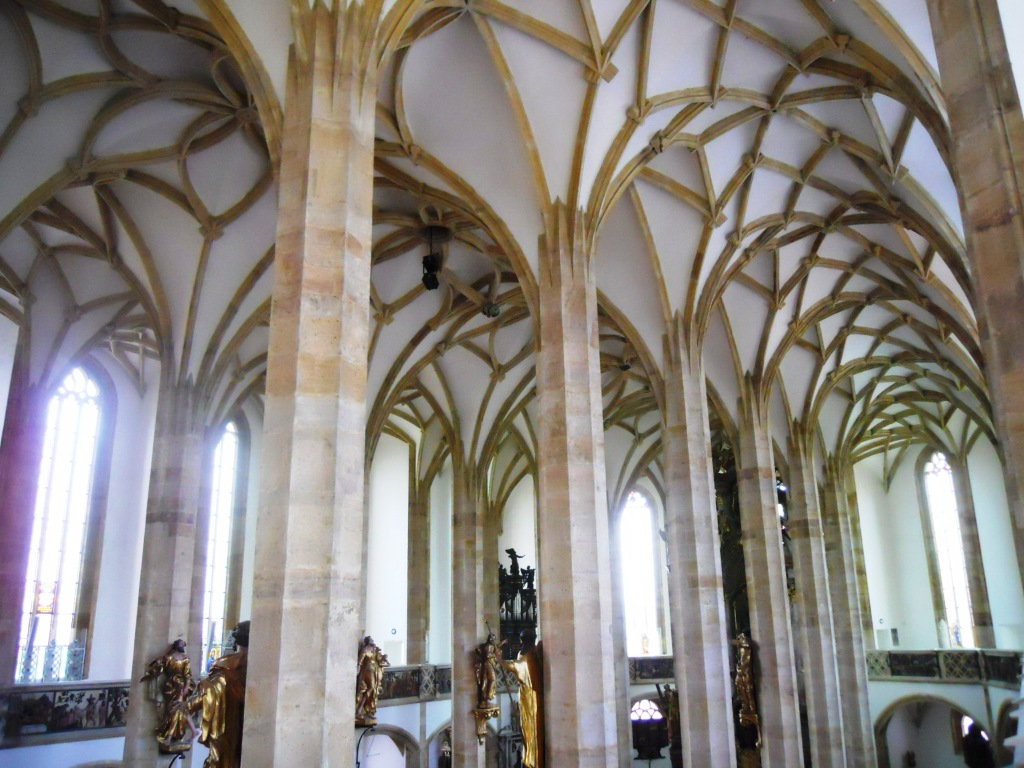
Interiér kostela Nanebevzetí panny Marie v Mostě
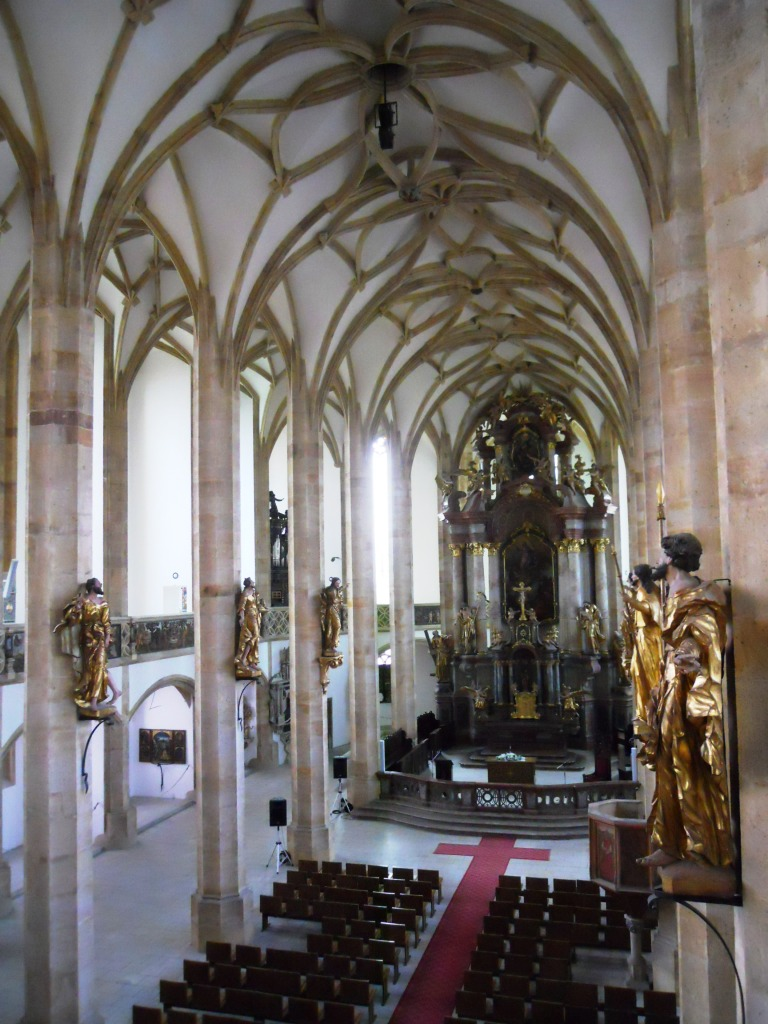
Interiér kostela Nanebevzetí Panny Marie v Mostě